# إدوارد تشارلز
إدوارد تشارلز إدموند هيمستيد (ولد عام 1898 في أناكابري 1898، توفي عام 1961)، كان كاتبًا إنجليزيًا ومدرّسًا وعالم جنس، عرف باسم إدوارد تشارلز.
أشهر كتاباته كتاب «الدافع الجنسي» (بالإنجليزية: The Sexual Impulse)‏ الذي تعرض للمنع عام 1935، ومسرحية «ألهة الرجال» (بالإنجليزية: Mens Gods)‏. كان من أكبر مؤيدي التوعية الجنسية والترويج لوسائل منع الحمل.

## حياته
ولد في أناكابري في إيطاليا عام 1898، وتلقى تعليمه في مدرسة لانسينج في غرب ساسكس في الأعوام 1913-1916، ثم خدم في الحرب العالمية الأولى في الجيش برتبة ملازم في الفرقة الـ17 التي تمركزت في فرنسا. تخرج من كلية سانت جون في أوكسفورد عام 1920، وعمل في مطلع العشرينيات أستاذا ومديرا وأمين مكتبة ومحرر كتب، ثم أستاذًا للغة الإنجليزية في الكلية الإمبراطورية البحرية في إيتاجيما في اليابان عام 1924(حيث درس أبناء الإمبراطور)، ثم في كلية رافلز [الإنجليزية] في سنغافورة وفي الخدمات التعليمية الماليزية في العام التالي، ثم انتقل بعد ذلك إلى الهند وعمل مديرًا لكلية باريلي في جامعة ألله أباد عام 1927، وعضوا في محلس أمناء جامعى آغرا في العام التالي.
ألف عدة روايات نشرها تحت الاسم الادبي إدوارد تشارلز، منها مسرحية «آلهة الرجال» (1931)، وفي عام 1935 تعرض كتابه «الدافع الجنسي» للمنع في محاكمة كبرى خسرها الناشر.

## أعماله (باللغة الإنكليزية)
- Those Thoughtful People (1930)
- Apple Pie Bed (1931)
- Mens Gods (1931)
- Sand & the Blue Moss (1931)
- Indian Patchwork (1933)
- Muscara (1934)
- Portrait of the Artist's Children (1934)
- The Sexual Impulse (1935)
- Idle Hands (1936)